# Laloșu
Laloșu es una comuna ubicada en el distrito Vâlcea, Rumania.

## Superficie
Posee una superficie de 44,74 kilómetros cuadrados.

## Demografía
Hasta 2021 la población era de 2164 habitantes, con una densidad de población de 48,37 habitantes por kilómetro cuadrado.